# Filippo Piersanti
Filippo Piersanti, né le 6 septembre 1960 à Rome, est un coureur cycliste italien, professionnel de 1982 à 1987.

## Palmarès
- 1979
  - 2e du Trofeo Gianfranco Bianchin
  - 2e du championnat d'Italie sur route amateurs
- 1980
  - Coppa Vadilonga
- 1981
  - Coppa della Pace

## Résultats sur les grands tours

### Tour d'Italie
4 participations
- 1982 : abandon
- 1984 : non-partant (18e étape)
- 1985 : 103e
- 1986 : 100e